# Jon Landau
Jon Landau (/ˈlændaʊ/) (23 tháng 7 năm 1960 – 5 tháng 7 năm 2024) là một cố doanh nhân kiêm nhà sản xuất điện ảnh người Mỹ gốc Do Thái. Ông nổi tiếng thông qua việc hợp tác với James Cameron để sản xuất Titanic và Avatar, hai tác phẩm đã mang về lợi nhuận cho cá nhân ông và Cameron tổng doanh thu lên đến hơn 2 tỷ USD. Ngoài ra, với tác phẩm Titanic, ông và Cameron còn được nhận giải Oscar cho phim hay nhất và giải Quả cầu vàng cho phim chính kịch hay nhất. 
Ông cũng là một trong những thành viên chủ chốt của hãng phim Lightstorm Entertainment, hãng phim do James Cameron thành lập.

## Tiểu sử
Jon Landau sinh ngày 23 tháng 7 năm 1960 trong một gia đình gốc Do Thái. Cha ông, Ely Landau, là một nhà sản xuất phim kiêm chủ tịch hãng phim Landau-Unger Company, còn mẹ ông, Edie, cũng làm nghề tương tự như cha ông. Ông theo học tại ngành Điện ảnh Nghệ thuật ở trường Đại học Nam California.

## Danh sách phim
Nhà sản xuất
- Campus Man (1987)
- Titanic (1997)
- Solaris (2002)
- Avatar (2009)
- Alita: Thiên thần chiến binh (2019)
- Avatar: Dòng chảy của nước (2022)
- Avatar 3 (2025)

Đồng sản xuất
- Honey, I Shrunk the Kids (1989)
- Dick Tracy (1990)

## Giải thưởng
- Giải Hiệp hội các nhà phê bình phim Florida – Titanic – 1997
- Giải Quả cầu vàng – Titanic – 1997
- MTV Movie Award – Titanic – 1997
- Giải Oscar – Titanic – 1997
- Hiệp hội các nhà sản xuất điện ảnh Hoa Kỳ – Titanic – (1997)
- Giải Sự lựa chọn của Trẻ em của Nickelodeon – Titanic – 1997
- People's Choice Award – Titanic – 1997
- Giải Quả cầu vàng – Avatar – 2009
- Giải thưởng Ahmet Ertegun - 2020[5]